# Agrostis continuata
Agrostis continuata är en gräsart som beskrevs av Otto Stapf. Agrostis continuata ingår i släktet ven, och familjen gräs. Inga underarter finns listade i Catalogue of Life.